# I Will Get On
I Will Get On è il secondo singolo della cantante norvegese Annie, non incluso in nessun disco. Ha avuto discreto successo nel Regno Unito.

## Classifiche
| Classifica (2002)      | Posizione massima |
| ---------------------- | ----------------- |
| Official Singles Chart | 198               |